# Cryptomyzus malkovskii
Cryptomyzus malkovskii är en insektsart. Cryptomyzus malkovskii ingår i släktet Cryptomyzus och familjen långrörsbladlöss. Inga underarter finns listade i Catalogue of Life.